# Shawn-Neeq
Shawn-Neeq ist ein Jazzalbum von Calvin Keys. Die wohl um 1970 entstandenen Aufnahmen erschienen 1971 auf Black Jazz Records.

## Hintergrund
Der kalifornische Pianist Gene Russell gründete sein Label Black Jazz Records und begann 1971 mit der Veröffentlichung von Alben von Musikern wie Doug Carn und Walter Bishop junior. Das Label bestand zwar nur bis 1975, aber während seines Bestehens konnte Russell auf seinem Label „Momentaufnahmen dessen, was im Soul-Jazz-Universum geschah“, anbieten, notierte Dave Cantor. Der Gitarrist Calvin Keys, der im Gründungsjahr des Labels sein Debütalbum bei Black Jazz Records veröffentlichen konnte, ging anschließend mit Ahmad Jamal auf Tournee, machte weitere Aufnahmen und festigte seinen Platz als Spitzenreiter in der Jazzszene der San Francisco Bay Area. Labelchef Gene Russell gab dem Gitarristen die Freiheit, seine eigenen Sidemen zu engagieren, notierte Thom Jurek. Statt einen Organisten als Begleiter zu wählen, engagierte er eine Rhythmusgruppe bestehend aus dem Pianisten Larry Nash (L.A. Express), dem Bassisten Lawrence Evans und dem Schlagzeuger Bob Braye. Auch der Flötist/Bassklarinettist Owen Marshall trat in mehreren Stücken auf.

## Titelliste
- Calvin Keys: Shawn-Neeq (Black Jazz BJQD5)[3]

1. B. E. (Owen Marshall) 7:25
2. Criss Cross (Art Hillery, Red Holloway) 5:50
3. Shawn-Neeq 5:55
4. Gee-Gee 7:57
5. B. K. 9:21

Wenn nicht anders vermerkt, stammen die Kompositionen von Calvin Keys.

## Rezeption
Thom Jurek verlieh dem Album in Allmusic die Höchstbewertung von fünf Sternen und schrieb, auch ein halbes Jahrhundert nach s Erstveröffentlichung von Shawn-Neeq bleibe dieses Album ein Paradebeispiel für den Jazz-Funk der 1970er-Jahre in seiner kreativsten und wildesten Form.
Bei Shawn-Neeq scheint sich der Komponist und Bandleader in seinem Quartett (gelegentlich verstärkt durch den Flötisten Owen Marshall) so mühelos zu Hause zu fühlen, dass es ein wenig überraschend sei, dass er nie zu einer sichtbareren nationalen Persönlichkeit wurde, meinte Dave Cantor im Down Beat. Auf der zweiten und letzten Black Jazz-Veröffentlichung des Gitarristen, dem Album Proceed with Caution! von 1974, seien zwar Koryphäen wie der Perkussionist Leon „Ndugu“ Chancler und der Pianist Kirk Lightsey zu hören, aber mit diesem Album habe die Karriere von Keys begonnen. Shawn-Neeq sei ein bemerkenswerter historischer Meilenstein und ein klanglich fesselndes, wenn auch allzu kurzer Durchlauf durch das Soul-Jazz-Territorium dieser Ära. Dieses Album sollte man unbedingt Keys‘ Aufnahmen aus den 1980er-Jahren vorziehen, die zwar immer noch auf seiner scharfsinnigen Gitarrenarbeit basierten, allerdings in einer Umgebung, die für sich genommen etwas zu sanft klinge.